# Liste der Biografien/Roda
Liste der Biografien |
Portal Biografien |
Personensuche
# |
A |
B |
C |
D |
E |
F |
G |
H |
I |
J |
K |
L |
M |
N |
O |
P |
Q |
R |
S |
T |
U |
V |
W |
X |
Y |
Z |
?
 
Ra |
Rb |
Rd |
Re |
Rh |
Ri |
Rj |
Rk |
Rl |
Rm |
Rn |
Ro |
Rr |
Rs |
Rt |
Ru |
Rv |
Rw |
Rx |
Ry |
Rz
 
Roa |
Rob |
Roc |
Rod |
Roe |
Rof |
Rog |
Roh |
Roi |
Roj |
Rok |
Rol |
Rom |
Ron |
Roo |
Rop |
Roq |
Ror |
Ros |
Rot |
Rou |
Rov |
Row |
Rox |
Roy |
Roz 
 
Roda |
Rodb |
Rodd |
Rode |
Rodf |
Rodg |
Rodh |
Rodi |
Rodj |
Rodk |
Rodl |
Rodm |
Rodn |
Rodo |
Rodr |
Rods |
Rodt |
Rodu |
Rodw |
Rody |
Rodz
Die Liste der Biografien führt alle Personen auf, die in der deutschsprachigen Wikipedia einen Artikel haben. Dieses ist eine Teilliste mit 44 Einträgen von Personen, deren Namen mit den Buchstaben „Roda“ beginnt.

## Roda
- Roda Ali Wais (* 1984), dschibutische Leichtathletin
- Roda Roda, Alexander (1872–1945), österreichischer Schriftsteller und PublizistAlexander Roda Roda (1872–1945)

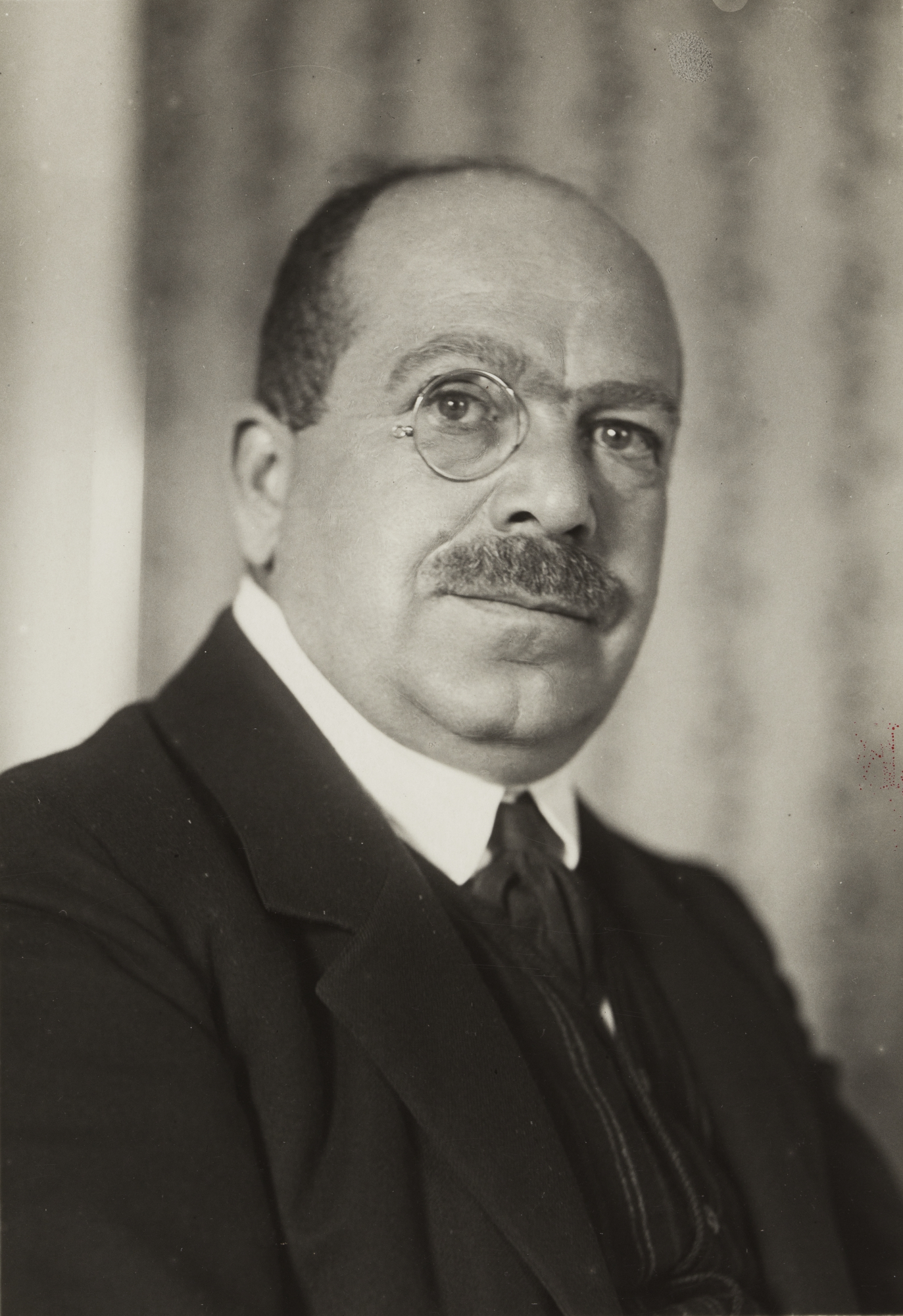
Alexander Roda Roda (1872–1945)

- Roda, Andrea (* 1990), italienischer Automobilrennfahrer
- Roda, Fernand (* 1951), luxemburgischer Maler
- Roda, Giorgio (* 1994), italienischer Autorennfahrer

### Rodac
- Rodach, Eberwin von († 1349), Protonotar der Mark Brandenburg
- Rodach, Michael (* 1957), deutscher Fusionmusiker und Komponist

### Rodak
- Rodák, Marek (* 1996), slowakischer Fußballspieler
- Rodakiewicz, Henwar (1903–1976), US-amerikanischer Dokumentarfilmer und Fotograf
- Rodakowski, Henryk (1823–1894), polnisch-österreichischer Maler
- Rodakowski, Maximilian von (1825–1900), österreichischer Offizier der Kavallerie

### Rodal
- Rodal, Leon (1913–1943), polnischer Journalist, Aktivist der revisionistisch-zionistischen Partei, Mitgründer und einer der Anführer des Jüdischen Militärverbandes Żydowski Związek Wojskowy
- Rodal, Vebjørn (* 1972), norwegischer Leichtathlet und Olympiasieger
- Rodale, Jerome Irving (1898–1971), US-amerikanischer Schriftsteller und Verleger
- Rodales, Andrés (* 1986), uruguayischer Fußballspieler
- Rodallega, Hugo (* 1985), kolumbianischer Fußballspieler

### Rodam
- Rodamilans i Canals, Àngel (1874–1936), katalanischer Organist, Komponist, Chorleiter, Musikpädagoge, Priester und Benediktinermönch des Klosters Montserrat

### Rodan
- Rodan, Gideon (1934–2006), US-amerikanischer Biochemiker und Osteopat
- Rodan, Jay (* 1974), südafrikanischer Film- und Theaterschauspieler
- Rodan, Joseph (* 1951), fidschianischer Sprinter
- Rodan, Martin (* 1947), israelisch-slowakischer Romanist, Autor und Honorarkonsul
- Rodan, Mendi (1929–2009), israelischer Violinist und Dirigent
- Rodange, Michel (1827–1876), luxemburgischer Schriftsteller
- Rodann, Ziva (* 1935), israelische Schauspielerin

### Rodar
- Rodari, Giacomo, schweizerisch-italienischer Baumeister und Bildhauer der Renaissance
- Rodari, Gianni (1920–1980), italienischer Schriftsteller
- Rodari, Tommaso, schweizerisch-italienischer Bildhauer der Renaissance

### Rodas
- Rodas de Sousa Ribas, Abílio (1931–2025), portugiesischer römisch-katholischer Ordensgeistlicher, Bischof von São Tomé und Príncipe
- Rodas Melgar, Haroldo (1946–2020), guatemaltekischer Politiker, Diplomat und Wirtschaftswissenschaftler
- Rodas, Ana María (* 1937), guatemaltekische Dichterin, Erzählerin und Essayistin
- Rodas, Arturo, ecuadorianischer Komponist
- Rodas, Juana Marta (1925–2013), paraguayische Keramikkünstlerin
- Rodas, Julián (* 1982), kolumbianischer Radrennfahrer
- Rodas, Manolo (* 1996), deutscher Fußballspieler
- Rodas, Manuel (* 1984), guatemaltekischer Radrennfahrer

### Rodat
- Rodat, Émilie de (1787–1852), französische Ordensschwester, Ordensgründerin und Heilige
- Rodat, Robert (* 1953), US-amerikanischer Drehbuchautor
- Rodatz, Amandus Eberhard (1775–1836), deutscher Organist und Komponist
- Rodatz, Anton (1866–1926), deutscher Politiker, MdHB, Senator und Kaufmann
- Rodatz, Johann Heinrich (1805–1885), deutscher Kaufmann und Politiker, MdHB
- Rodatz, Johannes (1905–1992), deutscher nationalsozialistischer Funktionär
- Rodatz, Peter Anton (1806–1882), Hamburger Kaufmann und Abgeordneter

### Rodax
- Rodax, Gerhard (1965–2022), österreichischer Fußballspieler

### Roday
- Roday, James (* 1976), US-amerikanischer Schauspieler, Drehbuchautor und RegisseurJames Roday (* 1976)

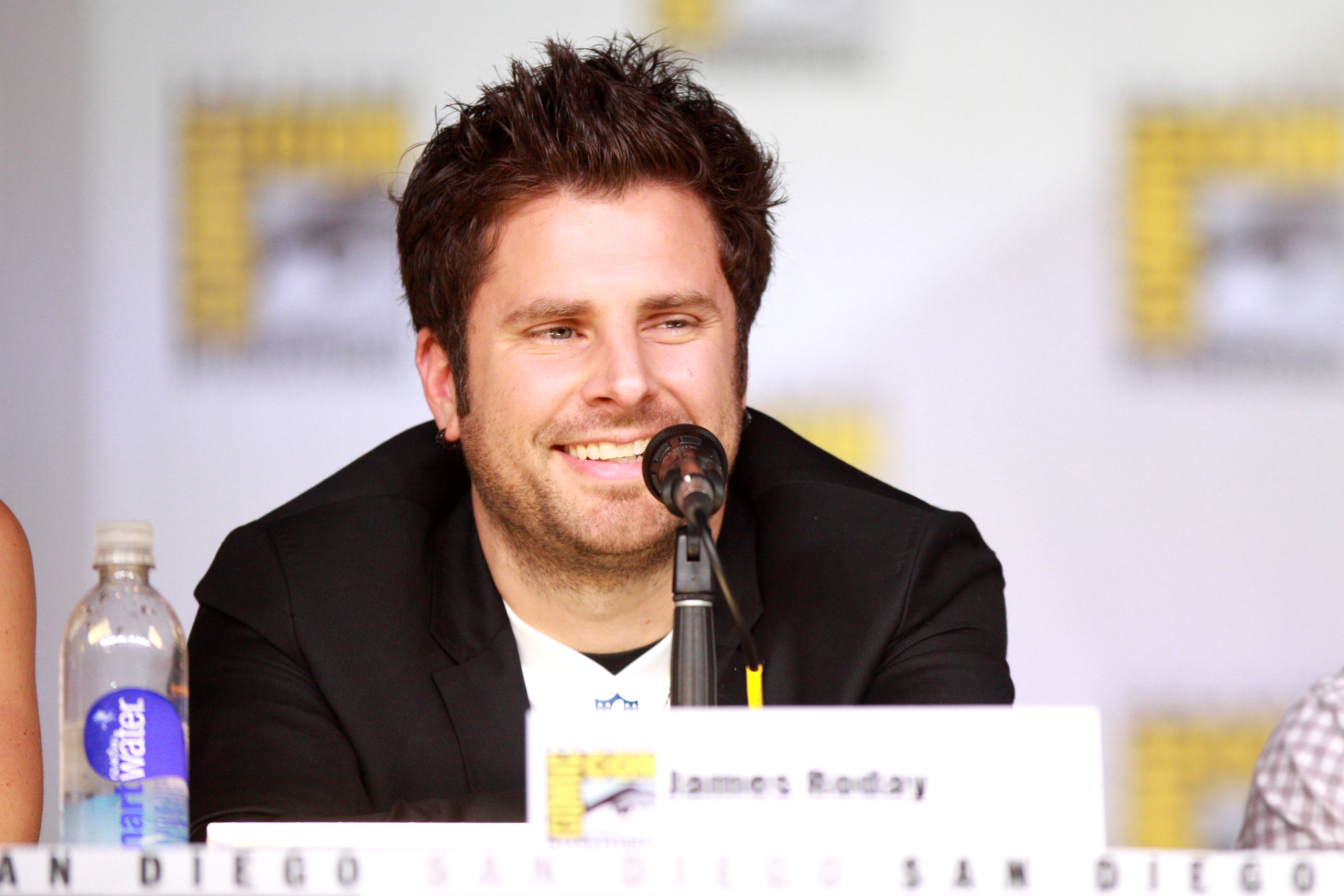
James Roday (* 1976)